# Battaglia di Suthul
La battaglia di Suthul è stato un evento facente parte della Guerra giugurtina, avvenuto nel 110 a.C. tra la forza militare romana guidata dal pretore Aulo Postumo Albino e tra la potenza di Numidia, guidati dal re Giugurta. Nel 110 a.C. il console Spurio Postumo Albino decise di invadere la Numidia, ma si ritirò poco dopo per preparare le elezioni a Roma. Suo fratello Aulo Postumo Albino ottenne la guida dell'esercito romano, ma venne facilmente ingannato dalla astuzia di Giugurta, di fatto riuscì ad intrappolarli nella zona periferica di una cittadina di nome Suthul.